# Cuphomantis
Cuphomantis é um gênero de mariposa pertencente à família Acrolophidae.